# MP4
MP4 sau MPEG-4 Partea a 14-a este un tip de fișier container de multimedia dezvoltat de MPEG în standardul ISO/IEC 14496-14, care este parte a MPEG-4. Prima versiune a fost lansată în 2001 și actualizată în 2003.  MP4 nu este o continuare a MP3. 
Formatul a fost creat inițial de Apple, extins de la formatul de fișier QuickTime.

## Caracteristici

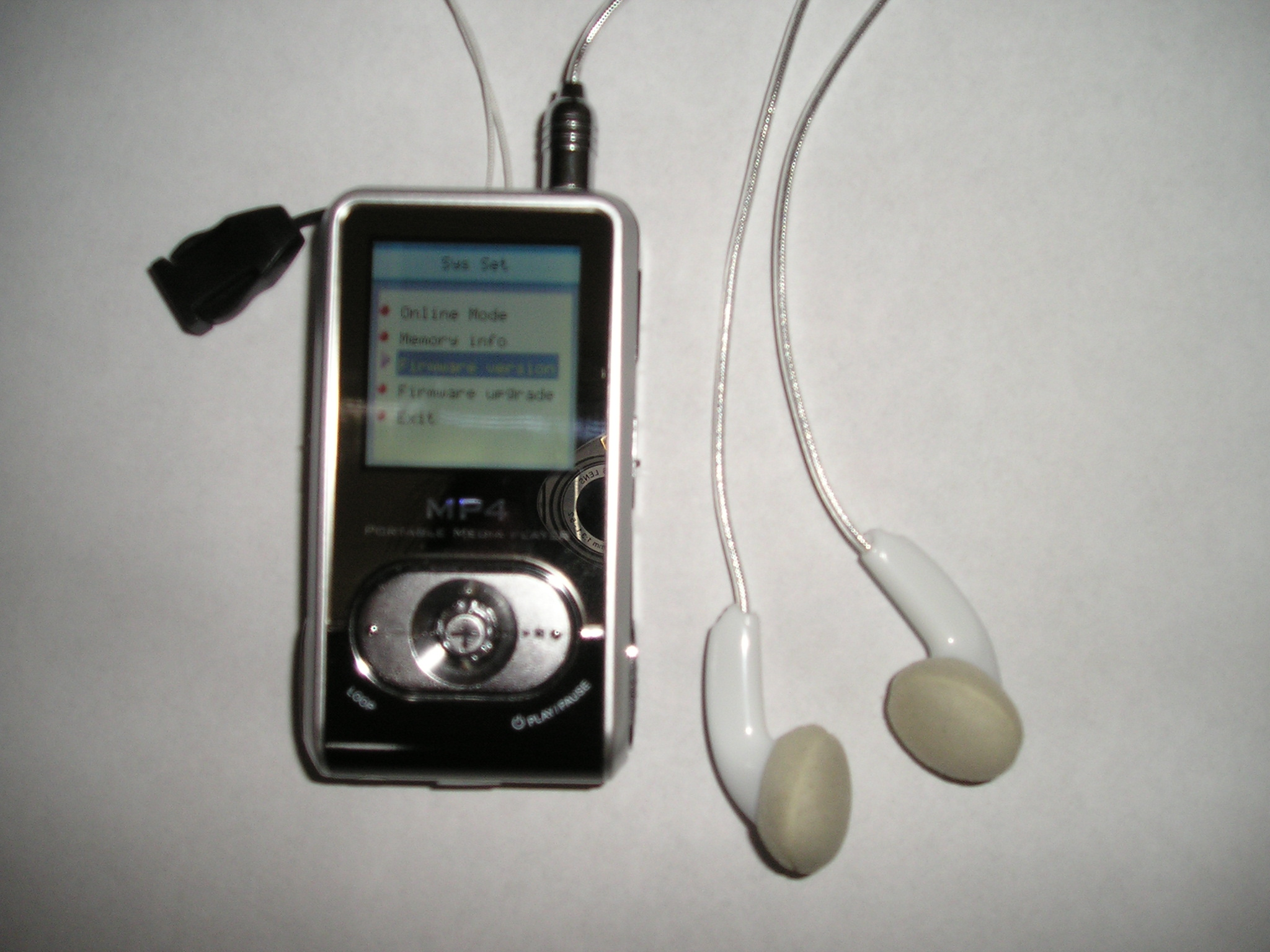
MP4 player portabil

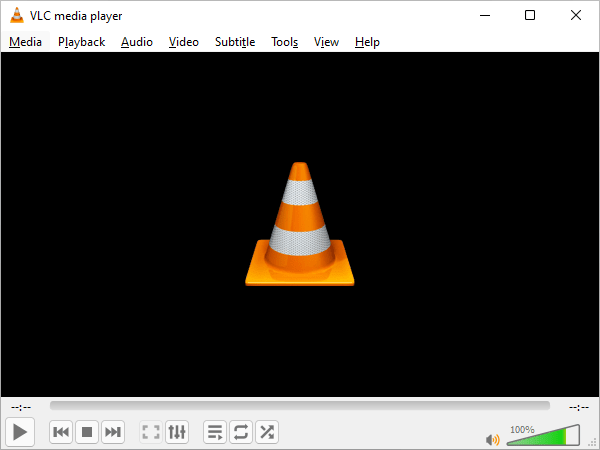
VLC Media Player

MP4 este cel mai frecvent utilizat pentru a stoca formate video și audio, dar poate fi de asemenea utilizat pentru a stoca și subtitrări, imagini statice, și streaming pe internet.  MP4 este un format protejat care folosește tehnologia DRM (Digital Rights Management) pentru a restricționa copierea. 
Codecurile acceptate pe scară largă și fluxurile de date suplimentare sunt:
- Video: MPEG-4 Part 10 (H.264) și MPEG-4 Part 2. Alte formate mai puțin folosite sunt MPEG-2 și MPEG-1.
- Audio: Advanced Audio Coding. De asemenea, MPEG-4 Partea 3 audio, cum ar fi Audio Lossless Coding (MPEG-4 ALS), Scalable Lossless Coding (MPEG-4 SLS), MP3, MPEG-1 Audio Layer II (MP2), MPEG-1 Audio Layer I (MP1), CELP, HVXC, TwinVQ, Text-To-Speech Interface  și Structured Audio Orchestra Language (SAOL). Un alt format mai puțin folosit este Apple Lossless.
- Subtitrari: MPEG-4 Timed Text (MPEG-4 Partea 17 Streaming Text Format) [2]

Fișierele MP4 pot conține metadate definite de standardul formatului și, în plus, pot conține metadate Extensible Metadata Platform (XMP). 
Cele mai multe programe de calculator de media player pot reda și formatul .mp4 pe lângă un mare număr de alte formate audio sau video. 
Majoritatea dispozitivelor portabile media player MP3 rulează formate .mp4 precum și video AMV. Acestea pot rula de asemenea o multitudine de formate audio/video fără a fi nevoie de conversie. Unele dispozitive posedă porturi USB pentru conectare la un PC, și carduri de memorie pentru a extinde capacitatea din memoria încorporată.

## Extensii fișier
Extensiile de fișier MP4 sunt .mp4, .m4a, .m4p, .m4b, .m4r și .m4v.
Extensia oficială  este .mp4, dar există frecvent și .m4a și .m4p. M4A (MPEG-4 Audio) este adesea comprimat folosind codarea AAC (Advanced Audio Coding), dar poate fi și în format Apple Lossless (ALAC).
MP4 este puternic concurat de formatul MKV, care este un container video specific pentru fișiere de înaltă rezoluție, la aceeași calitate fără creșterea dimensiunii.